# Jacques Godbout
Pour les articles homonymes, voir Godbout (homonymie).
Œuvres principales
- Salut Galarneau !
- Les Têtes à Papineau

Jacques Godbout (27 novembre 1933 à Montréal, Québec -), est un romancier, poète, essayiste, dramaturge, auteur pour enfants et cinéaste québécois.

## Biographie
Après des études classiques chez les Jésuites au Collège Jean-de-Brébeuf, il obtient une maîtrise en lettres de l'Université de Montréal en 1954 avant d'enseigner la philosophie et le français à l'University college d'Addis Abeba, en Éthiopie, jusqu'en 1957.
De retour au Canada en 1958, il devient publicitaire avant d'entrer à l'Office national du film du Canada en tant que cinéaste-scénariste. Il réalisera plusieurs films, dont 4 longs métrages de fiction et plusieurs documentaires. En 1959 il est l'un des fondateurs de la revue littéraire Liberté.
Écrivain prolifique publié à Paris, il travaille occasionnellement à Radio-Canada comme animateur de radio. En tant que journaliste, il collabore à différents magazines et journaux : Maclean's, l'Actualité, Les Lettres françaises, Cité libre, Vie des Arts et Le Devoir.
En 1962 il participe activement à la création du Mouvement laïque de langue française (MLF) dont il sera l'ultime président en 1967. Cette même année il rédige le scénario du pavillon thématique de l'Exposition universelle de Montréal, L'homme dans la Cité,
En 1968, il collabore à la fondation du Mouvement Souveraineté-Association, qui devait ultérieurement donner naissance au Parti québécois [réf. souhaitée]. Il est l'un des cofondateurs de l'Union des écrivaines et des écrivains québécois (UNEQ). Le 21 mars 1977, il est élu président de l'UNEQ, poste qu'il assure jusqu'en 1979, remplacé par Louis Caron.
Il publie différents essais pendant que se déroule la Révolution tranquille, rédige dix romans, un journal, un roman jeunesse et trois albums pour enfants. Le roman Salut Galarneau ! (1967), en particulier, condense exemplairement une série de thématiques d'autonomisation ou d'émancipation du sujet, où l'on retrouve un écho différé du manifeste Refus global de 1948. De façon générale, ses romans explorent « les possibilités de l'identité québécoise ». 
Depuis plus de 40 ans Godbout tient une chronique littéraire dans le magazine L'Actualité. Il est également membre du comité éditorial des Éditions du Boréal depuis 1985 [réf. nécessaire].
En septembre 2006, il a suscité une vive controverse sur l’avenir démographique du Québec à la suite d’une entrevue accordée à Michel Vastel dans le magazine L’Actualité. Reprenant l’essentiel de ses propos dans Le Devoir du 23 septembre 2006, Godbout a reçu l’appui du démographe Michel Paillé. Dans les inquiétudes de Godbout, Paillé a vu «des fondements démographiques».
Jacques Godbout a été invité comme conférencier et professeur à l'Université Carleton (Ottawa), à l'Université Meiji de Tokyo, à l’Université Berkeley de Californie et dans son Alma mater, l'Université de Montréal.

## Œuvre

### Poésie
- Carton-pâte, Pierre Seghers, Paris 1956, épuisé
- Les Pavés secs, Beauchemin, Montréal 1958, épuisé
- La chair est un commencement, Écrits du Canada français, no 5. 1959
- C'est la chaude loi des hommes, L'Hexagone, Montréal, 1960 épuisé
- La Grande Muraille de Chine, avec John Robert Colombo, Le Jour, 1969, épuisé
- Souvenirs Shop, poèmes 1956-1980, collection rétrospective, L'Hexagone, 1984

### Romans
- 1962 : L'Aquarium. Seuil / Boréal compact
- 1965 : Le Couteau sur la table, / Seuil (traduit en anglais sous le titre The Knife on the Table), prix Henri-Dumarest de l’Académie française
- 1967 : Salut Galarneau !, Seuil / Points (traduit en anglais sous le titre Hail Galarneau!)
- 1972 : D'amour, P.Q. Seuil / Points
- 1976 : L'Isle au dragon. Seuil / Boréal compact (traduit en anglais sous le titre Dragon Island)
- 1981 : Les Têtes à Papineau. Seuil / Boréal compact
- 1986 : Une histoire américaine. Seuil / Points
- 1993 : Le Temps des Galarneau. Seuil / Boréal compact
- 1999 : Opération Rimbaud. Seuil / Boréal compact
- 2006 : La Concierge du Panthéon. Seuil

### Essais et proses
- 1975 : Le Réformiste : textes tranquilles, Quinze / Boréal
- 1980 : De Superman à Showman in Les journalistes, Québec Amérique
- 1984 : Le Murmure marchand, Boréal
- 1988 : Abécédaire Québécois (sous le pseudonyme Jean Dupays), Boréal
- 1998 : Plamondon : Un cœur de rockeur : cent cinquante textes de chansons précédés d'un documentaire, Éditions de l'Homme
- 1990 : L’Écran du bonheur, Boréal
- 1991 : L'Écrivain de province : journal 1981-1990, Seuil
- 1997 : Le Sort de l’Amérique, K Films / Boréal
- 1997 : D'Île en Île, avec Émile Ollivier, Éd. du Cidihca / Radio-Canada
- 1997 : « Le dernier mot », Études françaises, vol. 33, no 1,‎ printemps 1997, p. 127-130 (lire en ligne)
- 1998 : Le Buffet, avec Richard Martineau, Boréal
- 1998 : L'Idée de pays, Presses de l'Université d'Ottawa
- 2008 : Autos biographie, illustrations Rémy Simard, Les 400 coups / Somme toute 2014
- 2010 : Lire, c’est la vie, Boréal
- 2014 : Le Tour du jardin : Entretiens avec Mathieu Bock-Côté sur les livres, la politique, la culture, la religion, le Québec et la saisine, Boréal
- 2018 : De l'Avantage d'être né, autobiographie, 285 pages, Éditions du Boréal

### Littérature d'enfance et de jeunesse

#### Roman jeunesse
- 1997 : Une leçon de chasse, (roman jeunesse), Boréal

#### Albums illustrés pour enfants
- 2003 : Mes petites fesses (illustrations Pierre Pratt) Les 400 coups
- 2006 : Bizarres, les baisers ! (illustrations Pierre Pratt) Les 400 coups
- 2007 : Fanfaron (illustrations Fil et Julie) Les 400 coups

## Filmographie
La majorité des films ont été produits par l'Office national du film du Canada.
- 1961 : Les Dieux (court métrage documentaire)
- 1961 : Les Administrateurs (documentaire)
- 1962 : À Saint-Henri le cinq septembre (montage, narration, œuvre collective)
- 1962 : Pour quelques arpents de neige (court métrage documentaire avec Georges Dufaux)
- 1962 : Jacques de Tonnancour, une interview
- 1963 : Rose et Landry (montage)
- 1964 : Paul-Émile Borduas 1905-1960 (court métrage documentaire)
- 1964 : Le monde va nous prendre pour des sauvages
- 1964 : Fabienne sans son Jules (court métrage avec Gilles Groulx)
- 1965 : Huit témoins
- 1966 : YUL 871
- 1967 : Vivre sa ville
- 1968 : Pow
- 1968 : Kid Sentiment
- 1970 : Les Vrais Cousins
- 1972 : IXE 13
- 1974 : Les Troubbes de Johnny (court métrage)
- 1975 : La Gammick
- 1975 : Aimez-vous les chiens ? (documentaire)
- 1976 : Arsenal ou le commerce des armes (documentaire)
- 1977 : L'Invasion américaine 1775-1975 (non crédité, documentaire)
- 1978 : Derrière l'image (documentaire pour la télévision)
- 1979 : Feu l'objectivité (documentaire)
- 1979 : Deux épisodes dans la vie de Hubert Aquin (documentaire)
- 1981 : Distorsion
- 1982 : Un monologue Nord-Sud
- 1983 : Comme en Californie (documentaire)
- 1985 : Québec soft (La musique adoucit les mœurs) (documentaire)
- 1987 : En dernier recours (documentaire)
- 1988 : Alias Will James (documentaire) Will James
- 1991 : Pour l'amour du stress (documentaire)
- 1992 : Le Mouton noir (documentaire)
- 1994 : L'Affaire Norman William
- 1996 : Le Sort de l'Amérique (documentaire)
- 1998 : L'Invention du stress
- 2000 : Traître ou Patriote
- 2001 : Anne Hébert 1916-2000
- 2003 : Les Héritiers du Mouton noir
- 2009 : Derrière la toile

De 1962 à 2002, plusieurs de ces films ont obtenu des prix dans des festivals internationaux, entre autres à Venise, Chicago, Biarritz, Cannes, Nyon, Toronto et Montréal.
Jacques Godbout reçoit un EUROFIPA à Cannes en 1994, et le Grand prix de la SCAM à Paris en 1997.

## Honneurs divers
- 1962 - Prix littéraire France-Québec, l'Aquarium
- 1965 - Prix Henri Dumarest, Le couteau sur la table
- 1967 - Prix du Gouverneur général, Salut Galarneau!
- 1968 - Prix Valentine de Wolmar, Salut Galarneau!
- 1972 - Prix littéraires Radio-Canada
- 1973 - Prix Georges Dupau, D'Amour, P.Q.
- 1973 - Prix Ludger-Duvernay, (Bene merenti Patria)
- 1978 - Prix littéraire Canada-Communauté française de Belgique
- 1985 - Prix du Québec Athanase-David
- 1994 - Grand prix des lectrices de Elle Québec, Le Temps des Galarneau
- 1998 - Chevalier de l'Ordre national du Québec
- 2002 - Prix Condorcet (collectif MLF)
- 2002 - Doctorat honorifique de l'Université d'Ottawa pour « souligner la contribution exceptionnelle de Jacques Godbout au rayonnement de la culture québécoise et canadienne »[7].
- 2003 - Palmarès Communication-Jeunesse des livres préférés des jeunes
- 2003 - Doctorat honorifique en Lettres de l'Université McGill
- 2007 - Prix de l’Académie française Maurice Genevoix, La Concierge du Panthéon
- 2009 - Doctorat honorifique en Communications de l'Université du Québec à Montréal.
- 2016 - Officier de l'Ordre du Canada

## À lire
- Alex Demeulenaere: La question sociale dans l’œuvre d’Yvon Rivard et de Jacques Godbout, Zeitschrift für Kanada-Studien, 66. Wißner, Augsburg 2017  (ISSN 0944-7008) pp 9 – 20 en ligne
- Jean-Marie Klinkenberg: Une étude de “Salut Galarneau!”. Boréal, coll. Les classiques québécois expliqués, Montréal 1997
- Jean-Pierre Lapointe, « La formulation de l’imagerie culturelle américaine dans les romans de Jacques Godbout », Études françaises, vol. 27, no 2,‎ automne 1991, p. 75-83 (lire en ligne)